# OneRepublic/Auszeichnungen für Musikverkäufe

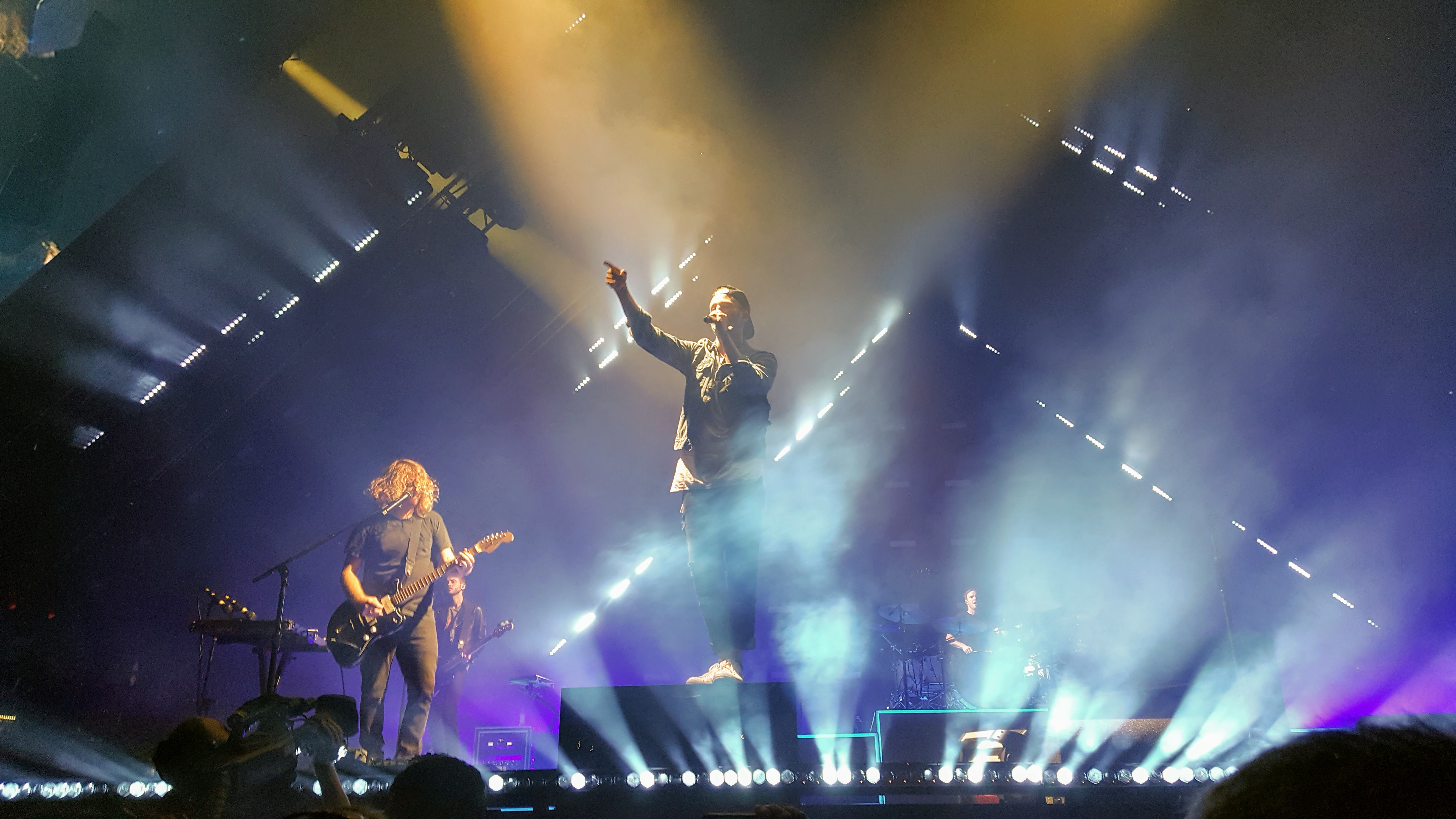
OneRepublic (2017)

Dies ist eine Übersicht über die Auszeichnungen für Musikverkäufe der US-amerikanischen Alternative-Rock-Musikgruppe OneRepublic. Die Auszeichnungen finden sich nach ihrer Art (Gold, Platin usw.), nach Staaten getrennt in chronologischer Reihenfolge, geordnet sowie nach den Tonträgern selbst, ebenfalls in chronologischer Reihenfolge, getrennt nach Medium (Alben, Singles usw.), wieder.

## Auszeichnungen
| - Vereinigtes Königreich - 2018: für das Album Waking Up - 2019: für die Single Kids - 2019: für das Album Oh My My - 2020: für die Single Rescue Me - 2021: für die Single Lose Somebody - 2023: für die Single Run - 2023: für die Single Good Life - 2024: für die Single Sunshine - 2025: für die Single All the Right Moves - Australien - 2008: für das Album Dreaming Out Loud - 2021: für die Single Wanted - 2023: für die Single All the Right Moves - 2023: für die Single Better Days - 2023: für die Single Connection - 2023: für die Single Didn’t I - 2023: für die Single Feel Again - 2023: für die Single Kids - 2023: für die Single Rich Love - 2023: für die Single Start Again - 2023: für das Lied Someday - Belgien - 2008: für die Single Apologize - 2014: für die Single Counting Stars - 2019: für die Single Rescue Me - 2022: für die Single Sunshine - 2024: für die Single Runaway - Brasilien - 2014: für das Album Native - 2020: für die Single Bones - 2024: für die Single Love Runs Out - 2024: für die Single Start Again - 2024: für die Single Wanted - 2024: für die Single Let’s Hurt Tonight - 2024: für die Single Rich Love - 2024: für die Single I Lived - 2024: für die Single Good Life - 2024: für die Single Kids - 2024: für die Single No Vacancy - 2024: für das Lied Someday - 2025: für die Single Fire - 2025: für die Single Nobody - Dänemark - 2008: für das Album Dreaming Out Loud - 2013: für das Streaming Good Life - 2013: für das Streaming If I Lose Myself - 2014: für das Streaming Apologize - 2014: für das Streaming Love Runs Out - 2020: für die Single Rich Love - 2020: für die Single Rescue Me - 2023: für die Single Run - 2024: für das Album Waking Up - 2025: für die Single Sunshine - Deutschland - 2018: für die Single Stop and Stare - 2018: für die Single Wherever I Go - 2018: für die Single All the Right Moves - 2018: für die Single Marchin’ On - 2018: für die Single Good Life - 2019: für die Single No Vacancy - 2019: für die Single Rich Love - 2020: für die Single Rescue Me - 2023: für die Single Feel Again - 2023: für die Single I Lived - 2023: für die Single Run - 2023: für die Single Sunshine - 2024: für die Single I Don’t Wanna Wait - Frankreich - 2017: für die Single Wherever I Go - 2020: für die Single Rescue Me - 2024: für die Single Lose Somebody - 2025: für die Single Sunshine - Griechenland - 2024: für die Single I Don’t Wanna Wait - Italien - 2017: für die Single Secrets - 2018: für die Single Good Life - 2018: für die Single Rich Love - 2019: für das Album Oh My My - 2019: für die Single Bones - 2019: für die Single Connection - 2023: für die Single Sunshine - 2023: für das Lied Someday - 2023: für das Album Human - 2024: für die Single West Coast - 2024: für die Single I Don’t Wanna Wait - Japan - 2024: für das Streaming I Ain’t Worried - 2025: für das Streaming Counting Stars - Kanada - 2008: für das Album Dreaming Out Loud - 2014: für die Single Feel Again - 2014: für die Single If I Lose Myself - 2016: für die Single Wherever I Go - 2017: für die Single Rich Love - 2018: für die Single Stranger Things - 2019: für die Single Rescue Me - 2020: für die Single Bones - 2024: für die Single West Coast - Mexiko - 2021: für die Single Lose Somebody - Neuseeland - 2010: für die Single All the Right Moves - 2011: für die Single Good Life - 2018: für die Single Kids - 2019: für die Single Rich Love - 2022: für das Album Oh My My - 2023: für das Album Human - 2025: für das Album Artificial Paradise - Österreich - 2021: für die Single All the Right Moves - 2021: für die Single Marchin’ On - 2024: für die Single West Coast - 2024: für die Single Wherever I Go - Polen - 2021: für die Single Lose Somebody - 2022: für das Album Human - 2022: für das Album Oh My My - 2023: für die Single Sunshine - 2024: für die Single Wherever I Go - 2024: für die Single Runaway - 2024: für das Lied Someday - Portugal - 2022: für die Single Wherever I Go - 2024: für die Single I Don’t Wanna Wait - Russland - 2007: für das Album Dreaming Out Loud - Schweden - 2014: für die Single Feel Again - 2017: für die Single No Vacancy - Schweiz - 2008: für das Album Dreaming Out Loud - 2010: für die Single All the Right Moves - 2015: für die Single If I Lose Myself - 2020: für die Single Lose Somebody - 2022: für die Single West Coast - 2024: für die Single I Don’t Wanna Wait - Singapur - 2019: für das Album Dreaming Out Loud - 2019: für das Album Waking Up - Spanien - 2017: für die Single No Vacancy - 2024: für die Single I Lived - 2024: für die Single Lose Somebody - 2024: für die Single Rescue Me - 2024: für die Single Run - 2024: für die Single Wherever I Go - 2024: für die Single Love Runs Out - 2024: für die Single Secrets - 2024: für die Single Sunshine - Vereinigte Staaten - 2008: für das Album Dreaming Out Loud - 2012: für das Album Waking Up - 2013: für die Single Feel Again - Vereinigtes Königreich - 2018: für die Single Stop and Stare - 2021: für die Single Wherever I Go - 2024: für die Single Secrets | - Australien - 2014: für das Album Native - 2021: für die Single Lose Somebody - 2023: für die Single Sunshine - 2023: für die Single Wherever I Go - 2024: für die Single I Don’t Wanna Wait - Belgien - 2022: für die Single I Ain’t Worried - 2024: für die Single I Don’t Wanna Wait - Brasilien - 2024: für die Single Wherever I Go - 2024: für die Single Connection - 2024: für die Single Secrets - 2024: für die Single Run - 2024: für das Album Human - Dänemark - 2008: für die Single Stop and Stare - 2021: für das Album Native - 2024: für die Single Lose Somebody - 2024: für die Single Wherever I Go - 2025: für die Single I Don’t Wanna Wait - Deutschland - 2013: für das Album Dreaming Out Loud - 2017: für das Album Waking Up - 2018: für die Single Love Runs Out - 2025: für die Single I Ain’t Worried - Frankreich - 2023: für die Single Run - 2025: für die Single Runaway - Irland - 2008: für das Album Dreaming Out Loud - 2013: für die Single Counting Stars - Italien - 2014: für die Single Love Runs Out - 2015: für die Single I Lived - 2017: für die Single Kids - 2018: für die Single If I Lose Myself - 2019: für die Single Start Again - 2019: für die Single Rescue Me - 2021: für das Album Native - 2021: für die Single Better Days - Kanada - 2010: für die Single All the Right Moves - 2014: für die Single Love Runs Out - 2024: für die Single I Don’t Wanna Wait - Mexiko - 2013: für das Album Native - Neuseeland - 2014: für die Single If I Lose Myself - 2016: für die Single Love Runs Out - 2020: für das Album Waking Up - 2020: für die Single Wherever I Go - Österreich - 2014: für das Album Dreaming Out Loud - 2014: für das Album Waking Up - 2014: für das Album Native - 2022: für die Single Run - 2024: für die Single Lose Somebody - 2024: für die Single Love Runs Out - 2024: für die Single Secrets - 2024: für die Single Sunshine - 2024: für die Single If I Lose Myself - 2024: für die Single Good Life - 2024: für die Single I Don’t Wanna Wait - Polen - 2020: für die Single Rescue Me - 2023: für die Single Run - Portugal - 2022: für die Single Rescue Me - Schweden - 2014: für das Album Native - 2014: für die Single Love Runs Out - 2016: für die Single Wherever I Go - 2017: für die Single Rich Love - 2023: für die Single I Ain’t Worried - Schweiz - 2015: für die Single Love Runs Out - 2015: für das Album Native - 2022: für das Album Human - 2022: für die Single Sunshine - Singapur - 2019: für das Album Native - Spanien - 2007: für die Single Apologize - 2024: für die Single I Don’t Wanna Wait - 2025: für die Single If I Lose Myself - Vereinigte Staaten - 2008: für den Mastertone Apologize - 2015: für das Album Native - 2021: für die Single Rescue Me - 2022: für die Single Lose Somebody - Vereinigtes Königreich - 2013: für das Album Dreaming Out Loud - 2016: für das Album Native - 2023: für die Single If I Lose Myself - 2024: für die Single Love Runs Out - 2024: für die Single I Lived - 2025: für die Single I Don’t Wanna Wait - Deutschland - 2023: für die Single If I Lose Myself - 2023: für die Single Secrets - 2025: für das Album Native | - Australien - 2023: für die Single Good Life - 2023: für die Single I Lived - 2023: für die Single Love Runs Out - 2023: für die Single Stop and Stare - 2024: für die Single Run - 2024: für die Single Secrets - Brasilien - 2024: für die Single Rescue Me - 2024: für die Single Sunshine - 2024: für die Single If I Lose Myself - 2025: für das Album Artificial Paradise - Dänemark - 2008: für die Single Apologize - 2025: für die Single I Ain’t Worried - Griechenland - 2024: für die Single I Ain’t Worried - Italien - 2016: für die Single Wherever I Go - 2018: für die Single Let’s Hurt Tonight - 2023: für die Single I Ain’t Worried - 2024: für die Single Run - 2024: für die Single Apologize - Kanada - 2024: für die Single Sunshine - 2024: für das Album Artificial Paradise - Mexiko - 2013: für die Single Counting Stars - Neuseeland - 2015: für die Single Something I Need - 2023: für das Album Dreaming Out Loud - 2023: für die Single I Lived - 2023: für die Single Rescue Me - 2024: für die Single Secrets - Niederlande - 2014: für die Single Counting Stars - Österreich - 2024: für die Single Rescue Me - 2024: für die Single Apologize - Polen - 2024: für die Single I Don’t Wanna Wait - Schweden - 2008: für die Single Apologize - Schweiz - 2015: für die Single Counting Stars - Spanien - 2014: für das Streaming Counting Stars - 2024: für die Single I Ain’t Worried - Vereinigte Staaten - 2012: für die Single All the Right Moves - 2012: für die Single Secrets - 2025: für die Single If I Lose Myself - Australien - 2023: für die Single If I Lose Myself - 2023: für die Single Rescue Me - Brasilien - 2024: für die Single I Ain’t Worried - 2024: für die Single Apologize - Dänemark - 2014: für das Streaming Counting Stars - Italien - 2018: für die Single No Vacancy - Kanada - 2018: für das Album Native - 2024: für die Single Run - 2024: für die Single Lose Somebody - Neuseeland - 2024: für die Single Apologize - Österreich - 2024: für die Single I Ain’t Worried - Polen - 2016: für das Album Native - Portugal - 2022: für die Single Counting Stars - Schweiz - 2009: für die Single Apologize - Vereinigte Staaten - 2012: für die Single Good Life - Vereinigtes Königreich - 2024: für die Single Apologize - 2025: für die Single I Ain’t Worried - Dänemark - 2025: für die Single Counting Stars - Neuseeland - 2024: für das Album Native - Österreich - 2024: für die Single Counting Stars - Polen - 2024: für die Single I Ain’t Worried - Portugal - 2023: für die Single I Ain’t Worried - Schweden - 2014: für die Single If I Lose Myself - Spanien - 2024: für die Single Counting Stars - Vereinigte Staaten - 2013: für die Single Apologize - 2025: für die Single I Ain’t Worried - Deutschland - 2023: für die Single Apologize - Australien - 2023: für die Single Something I Need - Italien - 2024: für die Single Counting Stars - Kanada - 2017: für die Single Apologize - 2023: für die Single I Ain’t Worried - Neuseeland - 2024: für die Single I Ain’t Worried - Schweden - 2014: für die Single Counting Stars - Schweiz - 2025: für die Single I Ain’t Worried - Vereinigtes Königreich - 2025: für die Single Counting Stars - Neuseeland - 2025: für die Single Counting Stars - Australien - 2023: für die Single Apologize - 2025: für die Single I Ain’t Worried - Australien - 2025: für die Single Counting Stars - Deutschland - 2023: für die Single Counting Stars - Frankreich - 2023: für die Single I Ain’t Worried - 2025: für die Single I Don’t Wanna Wait - Kanada - 2018: für die Single Counting Stars - Vereinigte Staaten - 2018: für die Single Counting Stars - Brasilien - 2024: für die Single Counting Stars |

## Auszeichnungen nach Alben

### Dreaming Out Loud
| Land/Region                  | Auszeichnungen für Musikverkäufe (Land/Region, Auszeichnung, Verkäufe) | Verkäufe  |
| ---------------------------- | ---------------------------------------------------------------------- | --------- |
| Australien (ARIA)            | Gold                                                                   | 35.000    |
| Dänemark (IFPI)              | Gold                                                                   | 15.000    |
| Deutschland (BVMI)           | Platin                                                                 | 200.000   |
| Irland (IRMA)                | Platin                                                                 | 15.000    |
| Kanada (MC)                  | Gold                                                                   | 40.000    |
| Neuseeland (RMNZ)            | 2× Platin                                                              | 30.000    |
| Österreich (IFPI)            | Platin                                                                 | 20.000    |
| Russland (NFPF)              | Gold                                                                   | 10.000    |
| Schweiz (IFPI)               | Gold                                                                   | 15.000    |
| Singapur (RIAS)              | Gold                                                                   | 5.000     |
| Vereinigte Staaten (RIAA)    | Gold                                                                   | 1.100.000 |
| Vereinigtes Königreich (BPI) | Platin                                                                 | 300.000   |
| Insgesamt                    | 7× Gold · 6× Platin ·                                                  | 1.785.000 |

### Waking Up
| Land/Region                  | Auszeichnungen für Musikverkäufe (Land/Region, Auszeichnung, Verkäufe) | Verkäufe |
| ---------------------------- | ---------------------------------------------------------------------- | -------- |
| Dänemark (IFPI)              | Gold                                                                   | 10.000   |
| Deutschland (BVMI)           | Platin                                                                 | 200.000  |
| Neuseeland (RMNZ)            | Platin                                                                 | 15.000   |
| Österreich (IFPI)            | Platin                                                                 | 20.000   |
| Singapur (RIAS)              | Gold                                                                   | 5.000    |
| Vereinigte Staaten (RIAA)    | Gold                                                                   | 622.000  |
| Vereinigtes Königreich (BPI) | Silber                                                                 | 60.000   |
| Insgesamt                    | 1× Silber · 3× Gold · 3× Platin ·                                      | 972.000  |

### Native
| Land/Region                  | Auszeichnungen für Musikverkäufe (Land/Region, Auszeichnung, Verkäufe) | Verkäufe  |
| ---------------------------- | ---------------------------------------------------------------------- | --------- |
| Australien (ARIA)            | Platin                                                                 | 70.000    |
| Brasilien (PMB)              | Gold                                                                   | 20.000    |
| Dänemark (IFPI)              | Platin                                                                 | 20.000    |
| Deutschland (BVMI)           | 3× Gold                                                                | 300.000   |
| Italien (FIMI)               | Platin                                                                 | 50.000    |
| Kanada (MC)                  | 3× Platin                                                              | 240.000   |
| Mexiko (AMPROFON)            | Platin                                                                 | 60.000    |
| Neuseeland (RMNZ)            | 4× Platin                                                              | 60.000    |
| Österreich (IFPI)            | Platin                                                                 | 20.000    |
| Polen (ZPAV)                 | 3× Platin                                                              | 60.000    |
| Schweden (IFPI)              | Platin                                                                 | 40.000    |
| Schweiz (IFPI)               | Platin                                                                 | 30.000    |
| Singapur (RIAS)              | Platin                                                                 | 10.000    |
| Vereinigte Staaten (RIAA)    | Gold                                                                   | 1.002.000 |
| Vereinigtes Königreich (BPI) | Platin                                                                 | 300.000   |
| Insgesamt                    | 3× Gold · 20× Platin ·                                                 | 2.182.000 |

### Oh My My
| Land/Region                  | Auszeichnungen für Musikverkäufe (Land/Region, Auszeichnung, Verkäufe) | Verkäufe |
| ---------------------------- | ---------------------------------------------------------------------- | -------- |
| Italien (FIMI)               | Gold                                                                   | 25.000   |
| Neuseeland (RMNZ)            | Gold                                                                   | 7.500    |
| Polen (ZPAV)                 | Gold                                                                   | 10.000   |
| Vereinigtes Königreich (BPI) | Silber                                                                 | 60.000   |
| Insgesamt                    | 1× Silber · 3× Gold ·                                                  | 102.500  |

### Human
| Land/Region       | Auszeichnungen für Musikverkäufe (Land/Region, Auszeichnung, Verkäufe) | Verkäufe |
| ----------------- | ---------------------------------------------------------------------- | -------- |
| Brasilien (PMB)   | Platin                                                                 | 40.000   |
| Italien (FIMI)    | Gold                                                                   | 25.000   |
| Neuseeland (RMNZ) | Gold                                                                   | 7.500    |
| Polen (ZPAV)      | Gold                                                                   | 10.000   |
| Schweiz (IFPI)    | Platin                                                                 | 20.000   |
| Insgesamt         | 3× Gold · 2× Platin ·                                                  | 102.500  |

### Artificial Paradise
| Land/Region       | Auszeichnungen für Musikverkäufe (Land/Region, Auszeichnung, Verkäufe) | Verkäufe |
| ----------------- | ---------------------------------------------------------------------- | -------- |
| Brasilien (PMB)   | 2× Platin                                                              | 80.000   |
| Kanada (MC)       | 2× Platin                                                              | 160.000  |
| Neuseeland (RMNZ) | Gold                                                                   | 7.500    |
| Insgesamt         | 1× Gold · 4× Platin ·                                                  | 7.500    |

## Auszeichnungen nach Singles

### Apologize
| Land/Region                  | Auszeichnungen für Musikverkäufe (Land/Region, Auszeichnung, Verkäufe) | Verkäufe   |
| ---------------------------- | ---------------------------------------------------------------------- | ---------- |
| Australien (ARIA)            | 11× Platin                                                             | 770.000    |
| Belgien (BRMA)               | Gold                                                                   | 25.000     |
| Brasilien (PMB)              | 3× Platin                                                              | 180.000    |
| Dänemark (IFPI)              | 2× Platin                                                              | 30.000     |
| Deutschland (BVMI)           | 9× Gold                                                                | 1.350.000  |
| Finnland (IFPI)              | —                                                                      | 5.427      |
| Italien (FIMI)               | 2× Platin                                                              | 200.000    |
| Kanada (MC)                  | 5× Platin                                                              | 400.000    |
| Neuseeland (RMNZ)            | 3× Platin                                                              | 90.000     |
| Österreich (IFPI)            | 2× Platin                                                              | 60.000     |
| Schweden (IFPI)              | 2× Platin                                                              | 40.000     |
| Schweiz (IFPI)               | 3× Platin                                                              | 90.000     |
| Spanien (Promusicae)         | Platin                                                                 | 40.000     |
| Vereinigte Staaten (RIAA)    | 4× Platin (Single) · + Platin (Mastertone)                             | 5.819.000  |
| Vereinigtes Königreich (BPI) | 3× Platin                                                              | 1.800.000  |
| Insgesamt                    | 2× Gold · 46× Platin ·                                                 | 10.899.427 |

### Stop and Stare
| Land/Region                  | Auszeichnungen für Musikverkäufe (Land/Region, Auszeichnung, Verkäufe) | Verkäufe |
| ---------------------------- | ---------------------------------------------------------------------- | -------- |
| Australien (ARIA)            | 2× Platin                                                              | 140.000  |
| Dänemark (IFPI)              | Platin                                                                 | 15.000   |
| Deutschland (BVMI)           | Gold                                                                   | 150.000  |
| Vereinigtes Königreich (BPI) | Gold                                                                   | 400.000  |
| Insgesamt                    | 2× Gold · 3× Platin ·                                                  | 705.000  |

### All the Right Moves
| Land/Region                  | Auszeichnungen für Musikverkäufe (Land/Region, Auszeichnung, Verkäufe) | Verkäufe  |
| ---------------------------- | ---------------------------------------------------------------------- | --------- |
| Australien (ARIA)            | Gold                                                                   | 35.000    |
| Deutschland (BVMI)           | Gold                                                                   | 150.000   |
| Kanada (MC)                  | Platin                                                                 | 40.000    |
| Neuseeland (RMNZ)            | Gold                                                                   | 7.500     |
| Österreich (IFPI)            | Gold                                                                   | 15.000    |
| Schweiz (IFPI)               | Gold                                                                   | 15.000    |
| Vereinigte Staaten (RIAA)    | 2× Platin                                                              | 2.000.000 |
| Vereinigtes Königreich (BPI) | Silber                                                                 | 200.000   |
| Insgesamt                    | 1× Silber · 5× Gold · 3× Platin ·                                      | 2.462.500 |

### Secrets
| Land/Region                  | Auszeichnungen für Musikverkäufe (Land/Region, Auszeichnung, Verkäufe) | Verkäufe  |
| ---------------------------- | ---------------------------------------------------------------------- | --------- |
| Australien (ARIA)            | 2× Platin                                                              | 140.000   |
| Brasilien (PMB)              | Platin                                                                 | 60.000    |
| Deutschland (BVMI)           | 3× Gold                                                                | 450.000   |
| Italien (FIMI)               | Gold                                                                   | 10.000    |
| Neuseeland (RMNZ)            | 2× Platin                                                              | 60.000    |
| Österreich (IFPI)            | Platin                                                                 | 30.000    |
| Spanien (Promusicae)         | Gold                                                                   | 30.000    |
| Vereinigte Staaten (RIAA)    | 2× Platin                                                              | 3.070.000 |
| Vereinigtes Königreich (BPI) | Gold                                                                   | 400.000   |
| Insgesamt                    | 4× Gold · 9× Platin ·                                                  | 4.250.000 |

### Marchin’ On
| Land/Region        | Auszeichnungen für Musikverkäufe (Land/Region, Auszeichnung, Verkäufe) | Verkäufe |
| ------------------ | ---------------------------------------------------------------------- | -------- |
| Deutschland (BVMI) | Gold                                                                   | 150.000  |
| Österreich (IFPI)  | Gold                                                                   | 15.000   |
| Insgesamt          | 2× Gold ·                                                              | 165.000  |

### Good Life
| Land/Region                  | Auszeichnungen für Musikverkäufe (Land/Region, Auszeichnung, Verkäufe) | Verkäufe  |
| ---------------------------- | ---------------------------------------------------------------------- | --------- |
| Australien (ARIA)            | 2× Platin                                                              | 140.000   |
| Brasilien (PMB)              | Gold                                                                   | 30.000    |
| Deutschland (BVMI)           | Gold                                                                   | 150.000   |
| Italien (FIMI)               | Gold                                                                   | 15.000    |
| Neuseeland (RMNZ)            | Gold                                                                   | 7.500     |
| Österreich (IFPI)            | Platin                                                                 | 30.000    |
| Vereinigte Staaten (RIAA)    | 3× Platin                                                              | 3.309.000 |
| Vereinigtes Königreich (BPI) | Silber                                                                 | 200.000   |
| Insgesamt                    | 1× Silber · 4× Gold · 6× Platin ·                                      | 3.881.500 |

### Feel Again
| Land/Region               | Auszeichnungen für Musikverkäufe (Land/Region, Auszeichnung, Verkäufe) | Verkäufe  |
| ------------------------- | ---------------------------------------------------------------------- | --------- |
| Australien (ARIA)         | Gold                                                                   | 35.000    |
| Deutschland (BVMI)        | Gold                                                                   | 150.000   |
| Kanada (MC)               | Gold                                                                   | 40.000    |
| Schweden (IFPI)           | Gold                                                                   | 20.000    |
| Vereinigte Staaten (RIAA) | Gold                                                                   | 1.000.000 |
| Insgesamt                 | 5× Gold ·                                                              | 1.245.000 |

### If I Lose Myself
| Land/Region                  | Auszeichnungen für Musikverkäufe (Land/Region, Auszeichnung, Verkäufe) | Verkäufe  |
| ---------------------------- | ---------------------------------------------------------------------- | --------- |
| Australien (ARIA)            | 3× Platin                                                              | 210.000   |
| Brasilien (PMB)              | 2× Platin                                                              | 120.000   |
| Deutschland (BVMI)           | 3× Gold                                                                | 450.000   |
| Italien (FIMI)               | Platin                                                                 | 50.000    |
| Kanada (MC)                  | Gold                                                                   | 40.000    |
| Neuseeland (RMNZ)            | Platin                                                                 | 15.000    |
| Österreich (IFPI)            | Platin                                                                 | 30.000    |
| Schweden (IFPI)              | 4× Platin                                                              | 160.000   |
| Schweiz (IFPI)               | Gold                                                                   | 15.000    |
| Spanien (Promusicae)         | Platin                                                                 | 60.000    |
| Vereinigte Staaten (RIAA)    | 2× Platin                                                              | 2.000.000 |
| Vereinigtes Königreich (BPI) | Platin                                                                 | 600.000   |
| Insgesamt                    | 3× Gold · 17× Platin ·                                                 | 3.750.000 |

### Counting Stars
| Land/Region                  | Auszeichnungen für Musikverkäufe (Land/Region, Auszeichnung, Verkäufe) | Verkäufe   |
| ---------------------------- | ---------------------------------------------------------------------- | ---------- |
| Australien (ARIA)            | 21× Platin                                                             | 1.470.000  |
| Belgien (BRMA)               | Gold                                                                   | 15.000     |
| Brasilien (PMB)              | 6× Diamant                                                             | 1.500.000  |
| Dänemark (IFPI)              | 4× Platin                                                              | 360.000    |
| Deutschland (BVMI)           | Diamant                                                                | 1.000.000  |
| Frankreich (SNEP)            | —                                                                      | 75.400     |
| Irland (IRMA)                | Platin                                                                 | 15.000     |
| Italien (FIMI)               | 5× Platin                                                              | 500.000    |
| Kanada (MC)                  | Diamant                                                                | 800.000    |
| Mexiko (AMPROFON)            | 2× Platin                                                              | 120.000    |
| Neuseeland (RMNZ)            | 8× Platin                                                              | 240.000    |
| Niederlande (NVPI)           | 2× Platin                                                              | 60.000     |
| Österreich (IFPI)            | 4× Platin                                                              | 120.000    |
| Portugal (AFP)               | 3× Platin                                                              | 30.000     |
| Schweden (IFPI)              | 5× Platin                                                              | 200.000    |
| Schweiz (IFPI)               | 2× Platin                                                              | 60.000     |
| Spanien (Promusicae)         | 4× Platin                                                              | 240.000    |
| Vereinigte Staaten (RIAA)    | Diamant                                                                | 10.000.000 |
| Vereinigtes Königreich (BPI) | 6× Platin                                                              | 3.600.000  |
| Insgesamt                    | 1× Gold · 67× Platin · 9× Diamant ·                                    | 20.305.400 |

### Something I Need
| Land/Region       | Auszeichnungen für Musikverkäufe (Land/Region, Auszeichnung, Verkäufe) | Verkäufe |
| ----------------- | ---------------------------------------------------------------------- | -------- |
| Australien (ARIA) | 5× Platin                                                              | 350.000  |
| Neuseeland (RMNZ) | 2× Platin                                                              | 30.000   |
| Insgesamt         | 7× Platin ·                                                            | 380.000  |

### Love Runs Out
| Land/Region                  | Auszeichnungen für Musikverkäufe (Land/Region, Auszeichnung, Verkäufe) | Verkäufe  |
| ---------------------------- | ---------------------------------------------------------------------- | --------- |
| Australien (ARIA)            | 2× Platin                                                              | 140.000   |
| Brasilien (PMB)              | Gold                                                                   | 30.000    |
| Deutschland (BVMI)           | Platin                                                                 | 300.000   |
| Italien (FIMI)               | Platin                                                                 | 50.000    |
| Kanada (MC)                  | Platin                                                                 | 80.000    |
| Neuseeland (RMNZ)            | Platin                                                                 | 15.000    |
| Österreich (IFPI)            | Platin                                                                 | 30.000    |
| Schweden (IFPI)              | Platin                                                                 | 40.000    |
| Schweiz (IFPI)               | Platin                                                                 | 30.000    |
| Spanien (Promusicae)         | Gold                                                                   | 20.000    |
| Vereinigtes Königreich (BPI) | Platin                                                                 | 600.000   |
| Insgesamt                    | 2× Gold · 10× Platin ·                                                 | 1.345.000 |

### I Lived
| Land/Region                  | Auszeichnungen für Musikverkäufe (Land/Region, Auszeichnung, Verkäufe) | Verkäufe  |
| ---------------------------- | ---------------------------------------------------------------------- | --------- |
| Australien (ARIA)            | 2× Platin                                                              | 140.000   |
| Brasilien (PMB)              | Gold                                                                   | 30.000    |
| Deutschland (BVMI)           | Gold                                                                   | 150.000   |
| Italien (FIMI)               | Platin                                                                 | 50.000    |
| Neuseeland (RMNZ)            | 2× Platin                                                              | 60.000    |
| Spanien (Promusicae)         | Gold                                                                   | 30.000    |
| Vereinigtes Königreich (BPI) | Platin                                                                 | 600.000   |
| Insgesamt                    | 3× Gold · 6× Platin ·                                                  | 1.060.000 |

### Wherever I Go
| Land/Region                  | Auszeichnungen für Musikverkäufe (Land/Region, Auszeichnung, Verkäufe) | Verkäufe  |
| ---------------------------- | ---------------------------------------------------------------------- | --------- |
| Australien (ARIA)            | Platin                                                                 | 70.000    |
| Brasilien (PMB)              | Platin                                                                 | 60.000    |
| Dänemark (IFPI)              | Platin                                                                 | 90.000    |
| Deutschland (BVMI)           | Gold                                                                   | 200.000   |
| Frankreich (SNEP)            | Gold                                                                   | 66.666    |
| Italien (FIMI)               | 2× Platin                                                              | 100.000   |
| Kanada (MC)                  | Gold                                                                   | 40.000    |
| Neuseeland (RMNZ)            | Platin                                                                 | 30.000    |
| Österreich (IFPI)            | Gold                                                                   | 15.000    |
| Polen (ZPAV)                 | Gold                                                                   | 25.000    |
| Portugal (AFP)               | Gold                                                                   | 5.000     |
| Schweden (IFPI)              | Platin                                                                 | 40.000    |
| Spanien (Promusicae)         | Gold                                                                   | 30.000    |
| Vereinigtes Königreich (BPI) | Gold                                                                   | 400.000   |
| Insgesamt                    | 8× Gold · 7× Platin ·                                                  | 1.171.666 |

### Kids
| Land/Region                  | Auszeichnungen für Musikverkäufe (Land/Region, Auszeichnung, Verkäufe) | Verkäufe |
| ---------------------------- | ---------------------------------------------------------------------- | -------- |
| Australien (ARIA)            | Gold                                                                   | 35.000   |
| Brasilien (PMB)              | Gold                                                                   | 30.000   |
| Italien (FIMI)               | Platin                                                                 | 50.000   |
| Neuseeland (RMNZ)            | Gold                                                                   | 15.000   |
| Vereinigtes Königreich (BPI) | Silber                                                                 | 200.000  |
| Insgesamt                    | 1× Silber · 3× Gold · 1× Platin ·                                      | 330.000  |

### Let’s Hurt Tonight
| Land/Region     | Auszeichnungen für Musikverkäufe (Land/Region, Auszeichnung, Verkäufe) | Verkäufe |
| --------------- | ---------------------------------------------------------------------- | -------- |
| Brasilien (PMB) | Gold                                                                   | 30.000   |
| Italien (FIMI)  | 2× Platin                                                              | 100.000  |
| Insgesamt       | 1× Gold · 2× Platin ·                                                  | 130.000  |

### No Vacancy
| Land/Region          | Auszeichnungen für Musikverkäufe (Land/Region, Auszeichnung, Verkäufe) | Verkäufe |
| -------------------- | ---------------------------------------------------------------------- | -------- |
| Brasilien (PMB)      | Gold                                                                   | 20.000   |
| Deutschland (BVMI)   | Gold                                                                   | 200.000  |
| Italien (FIMI)       | 3× Platin                                                              | 150.000  |
| Schweden (IFPI)      | Gold                                                                   | 20.000   |
| Spanien (Promusicae) | Gold                                                                   | 20.000   |
| Insgesamt            | 4× Gold · 3× Platin ·                                                  | 410.000  |

### Connection
| Land/Region       | Auszeichnungen für Musikverkäufe (Land/Region, Auszeichnung, Verkäufe) | Verkäufe |
| ----------------- | ---------------------------------------------------------------------- | -------- |
| Australien (ARIA) | Gold                                                                   | 35.000   |
| Brasilien (PMB)   | Platin                                                                 | 40.000   |
| Italien (FIMI)    | Gold                                                                   | 25.000   |
| Insgesamt         | 2× Gold · 1× Platin ·                                                  | 100.000  |

### Rich Love
| Land/Region        | Auszeichnungen für Musikverkäufe (Land/Region, Auszeichnung, Verkäufe) | Verkäufe |
| ------------------ | ---------------------------------------------------------------------- | -------- |
| Australien (ARIA)  | Gold                                                                   | 35.000   |
| Brasilien (PMB)    | Gold                                                                   | 20.000   |
| Dänemark (IFPI)    | Gold                                                                   | 45.000   |
| Deutschland (BVMI) | Gold                                                                   | 200.000  |
| Italien (FIMI)     | Gold                                                                   | 25.000   |
| Kanada (MC)        | Gold                                                                   | 40.000   |
| Neuseeland (RMNZ)  | Gold                                                                   | 15.000   |
| Schweden (IFPI)    | Platin                                                                 | 40.000   |
| Insgesamt          | 7× Gold · 1× Platin ·                                                  | 420.000  |

### Stranger Things
| Land/Region | Auszeichnungen für Musikverkäufe (Land/Region, Auszeichnung, Verkäufe) | Verkäufe |
| ----------- | ---------------------------------------------------------------------- | -------- |
| Kanada (MC) | Gold                                                                   | 40.000   |
| Insgesamt   | 1× Gold ·                                                              | 40.000   |

### Start Again
| Land/Region       | Auszeichnungen für Musikverkäufe (Land/Region, Auszeichnung, Verkäufe) | Verkäufe |
| ----------------- | ---------------------------------------------------------------------- | -------- |
| Australien (ARIA) | Gold                                                                   | 35.000   |
| Brasilien (PMB)   | Gold                                                                   | 20.000   |
| Italien (FIMI)    | Platin                                                                 | 50.000   |
| Insgesamt         | 2× Gold · 1× Platin ·                                                  | 105.000  |

### Bones
| Land/Region     | Auszeichnungen für Musikverkäufe (Land/Region, Auszeichnung, Verkäufe) | Verkäufe |
| --------------- | ---------------------------------------------------------------------- | -------- |
| Brasilien (PMB) | Gold                                                                   | 20.000   |
| Italien (FIMI)  | Gold                                                                   | 25.000   |
| Kanada (MC)     | Gold                                                                   | 40.000   |
| Insgesamt       | 3× Gold ·                                                              | 85.000   |

### Rescue Me
| Land/Region                  | Auszeichnungen für Musikverkäufe (Land/Region, Auszeichnung, Verkäufe) | Verkäufe  |
| ---------------------------- | ---------------------------------------------------------------------- | --------- |
| Australien (ARIA)            | 3× Platin                                                              | 210.000   |
| Belgien (BRMA)               | Gold                                                                   | 20.000    |
| Brasilien (PMB)              | 2× Platin                                                              | 80.000    |
| Dänemark (IFPI)              | Gold                                                                   | 45.000    |
| Deutschland (BVMI)           | Gold                                                                   | 200.000   |
| Frankreich (SNEP)            | Gold                                                                   | 100.000   |
| Italien (FIMI)               | Platin                                                                 | 50.000    |
| Kanada (MC)                  | Gold                                                                   | 40.000    |
| Neuseeland (RMNZ)            | 2× Platin                                                              | 60.000    |
| Österreich (IFPI)            | 2× Platin                                                              | 60.000    |
| Polen (ZPAV)                 | Platin                                                                 | 20.000    |
| Portugal (AFP)               | Platin                                                                 | 10.000    |
| Spanien (Promusicae)         | Gold                                                                   | 30.000    |
| Vereinigte Staaten (RIAA)    | Platin                                                                 | 1.000.000 |
| Vereinigtes Königreich (BPI) | Silber                                                                 | 200.000   |
| Insgesamt                    | 1× Silber · 6× Gold · 13× Platin ·                                     | 2.125.000 |

### Wanted
| Land/Region       | Auszeichnungen für Musikverkäufe (Land/Region, Auszeichnung, Verkäufe) | Verkäufe |
| ----------------- | ---------------------------------------------------------------------- | -------- |
| Australien (ARIA) | Gold                                                                   | 35.000   |
| Brasilien (PMB)   | Gold                                                                   | 20.000   |
| Insgesamt         | 2× Gold ·                                                              | 55.000   |

### Lose Somebody
| Land/Region                  | Auszeichnungen für Musikverkäufe (Land/Region, Auszeichnung, Verkäufe) | Verkäufe  |
| ---------------------------- | ---------------------------------------------------------------------- | --------- |
| Australien (ARIA)            | Platin                                                                 | 70.000    |
| Dänemark (IFPI)              | Platin                                                                 | 90.000    |
| Frankreich (SNEP)            | Gold                                                                   | 100.000   |
| Kanada (MC)                  | 3× Platin                                                              | 240.000   |
| Mexiko (AMPROFON)            | Gold                                                                   | 30.000    |
| Österreich (IFPI)            | Platin                                                                 | 30.000    |
| Polen (ZPAV)                 | Gold                                                                   | 10.000    |
| Schweiz (IFPI)               | Gold                                                                   | 10.000    |
| Spanien (Promusicae)         | Gold                                                                   | 30.000    |
| Vereinigte Staaten (RIAA)    | Platin                                                                 | 1.000.000 |
| Vereinigtes Königreich (BPI) | Silber                                                                 | 200.000   |
| Insgesamt                    | 1× Silber · 5× Gold · 7× Platin ·                                      | 1.810.000 |

### Didn’t I
| Land/Region       | Auszeichnungen für Musikverkäufe (Land/Region, Auszeichnung, Verkäufe) | Verkäufe |
| ----------------- | ---------------------------------------------------------------------- | -------- |
| Australien (ARIA) | Gold                                                                   | 35.000   |
| Insgesamt         | 1× Gold ·                                                              | 35.000   |

### Better Days
| Land/Region       | Auszeichnungen für Musikverkäufe (Land/Region, Auszeichnung, Verkäufe) | Verkäufe |
| ----------------- | ---------------------------------------------------------------------- | -------- |
| Australien (ARIA) | Gold                                                                   | 35.000   |
| Italien (FIMI)    | Platin                                                                 | 70.000   |
| Insgesamt         | 1× Gold · 1× Platin ·                                                  | 105.000  |

### Run
| Land/Region                  | Auszeichnungen für Musikverkäufe (Land/Region, Auszeichnung, Verkäufe) | Verkäufe  |
| ---------------------------- | ---------------------------------------------------------------------- | --------- |
| Australien (ARIA)            | 2× Platin                                                              | 140.000   |
| Brasilien (PMB)              | Platin                                                                 | 40.000    |
| Dänemark (IFPI)              | Gold                                                                   | 45.000    |
| Deutschland (BVMI)           | Gold                                                                   | 200.000   |
| Frankreich (SNEP)            | Platin                                                                 | 200.000   |
| Italien (FIMI)               | 2× Platin                                                              | 200.000   |
| Kanada (MC)                  | 3× Platin                                                              | 240.000   |
| Österreich (IFPI)            | Platin                                                                 | 30.000    |
| Polen (ZPAV)                 | Platin                                                                 | 50.000    |
| Spanien (Promusicae)         | Gold                                                                   | 30.000    |
| Vereinigtes Königreich (BPI) | Silber                                                                 | 200.000   |
| Insgesamt                    | 1× Silber · 3× Gold · 11× Platin ·                                     | 1.375.000 |

### Sunshine
| Land/Region                  | Auszeichnungen für Musikverkäufe (Land/Region, Auszeichnung, Verkäufe) | Verkäufe  |
| ---------------------------- | ---------------------------------------------------------------------- | --------- |
| Australien (ARIA)            | Platin                                                                 | 70.000    |
| Belgien (BRMA)               | Gold                                                                   | 20.000    |
| Brasilien (PMB)              | 2× Platin                                                              | 80.000    |
| Dänemark (IFPI)              | Gold                                                                   | 45.000    |
| Deutschland (BVMI)           | Gold                                                                   | 200.000   |
| Frankreich (SNEP)            | Gold                                                                   | 100.000   |
| Italien (FIMI)               | Gold                                                                   | 50.000    |
| Kanada (MC)                  | 2× Platin                                                              | 160.000   |
| Österreich (IFPI)            | Platin                                                                 | 30.000    |
| Polen (ZPAV)                 | Gold                                                                   | 25.000    |
| Spanien (Promusicae)         | Gold                                                                   | 30.000    |
| Schweiz (IFPI)               | Platin                                                                 | 20.000    |
| Vereinigtes Königreich (BPI) | Silber                                                                 | 200.000   |
| Insgesamt                    | 1× Silber · 8× Gold · 6× Platin ·                                      | 1.030.000 |

### West Coast
| Land/Region       | Auszeichnungen für Musikverkäufe (Land/Region, Auszeichnung, Verkäufe) | Verkäufe |
| ----------------- | ---------------------------------------------------------------------- | -------- |
| Kanada (MC)       | Gold                                                                   | 40.000   |
| Italien (FIMI)    | Gold                                                                   | 50.000   |
| Österreich (IFPI) | Gold                                                                   | 15.000   |
| Schweiz (IFPI)    | Gold                                                                   | 10.000   |
| Insgesamt         | 4× Gold ·                                                              | 115.000  |

### I Ain’t Worried
| Land/Region                  | Auszeichnungen für Musikverkäufe (Land/Region, Auszeichnung, Verkäufe) | Verkäufe  |
| ---------------------------- | ---------------------------------------------------------------------- | --------- |
| Australien (ARIA)            | 11× Platin                                                             | 770.000   |
| Belgien (BRMA)               | Platin                                                                 | 40.000    |
| Brasilien (PMB)              | 3× Platin                                                              | 120.000   |
| Dänemark (IFPI)              | 2× Platin                                                              | 180.000   |
| Deutschland (BVMI)           | Platin                                                                 | 600.000   |
| Frankreich (SNEP)            | Diamant                                                                | 333.333   |
| Griechenland (IFPI)          | 2× Platin                                                              | 40.000    |
| Italien (FIMI)               | 2× Platin                                                              | 200.000   |
| Kanada (MC)                  | 5× Platin                                                              | 400.000   |
| Neuseeland (RMNZ)            | 5× Platin                                                              | 150.000   |
| Österreich (IFPI)            | 3× Platin                                                              | 90.000    |
| Polen (ZPAV)                 | 4× Platin                                                              | 200.000   |
| Portugal (AFP)               | 4× Platin                                                              | 40.000    |
| Schweden (IFPI)              | Platin                                                                 | 80.000    |
| Schweiz (IFPI)               | 5× Platin                                                              | 100.000   |
| Spanien (Promusicae)         | 2× Platin                                                              | 120.000   |
| Vereinigte Staaten (RIAA)    | 4× Platin                                                              | 4.000.000 |
| Vereinigtes Königreich (BPI) | 3× Platin                                                              | 1.800.000 |
| Insgesamt                    | 58× Platin · 1× Diamant ·                                              | 9.263.333 |

### Runaway
| Land/Region       | Auszeichnungen für Musikverkäufe (Land/Region, Auszeichnung, Verkäufe) | Verkäufe |
| ----------------- | ---------------------------------------------------------------------- | -------- |
| Belgien (BRMA)    | Gold                                                                   | 20.000   |
| Frankreich (SNEP) | Platin                                                                 | 200.000  |
| Polen (ZPAV)      | Gold                                                                   | 25.000   |
| Insgesamt         | 2× Gold · 1× Platin ·                                                  | 245.000  |

### I Don’t Wanna Wait
| Land/Region                  | Auszeichnungen für Musikverkäufe (Land/Region, Auszeichnung, Verkäufe) | Verkäufe  |
| ---------------------------- | ---------------------------------------------------------------------- | --------- |
| Australien (ARIA)            | Platin                                                                 | 70.000    |
| Belgien (BRMA)               | Platin                                                                 | 40.000    |
| Dänemark (IFPI)              | Platin                                                                 | 90.000    |
| Deutschland (BVMI)           | Gold                                                                   | 300.000   |
| Frankreich (SNEP)            | Diamant                                                                | 333.333   |
| Griechenland (IFPI)          | Gold                                                                   | 10.000    |
| Italien (FIMI)               | Gold                                                                   | 50.000    |
| Kanada (MC)                  | Platin                                                                 | 80.000    |
| Österreich (IFPI)            | Platin                                                                 | 30.000    |
| Polen (ZPAV)                 | 2× Platin                                                              | 100.000   |
| Portugal (AFP)               | Gold                                                                   | 5.000     |
| Schweiz (IFPI)               | Gold                                                                   | 15.000    |
| Spanien (Promusicae)         | Platin                                                                 | 60.000    |
| Vereinigtes Königreich (BPI) | Platin                                                                 | 600.000   |
| Insgesamt                    | 5× Gold · 9× Platin · 1× Diamant ·                                     | 1.783.333 |

### Nobody
| Land/Region     | Auszeichnungen für Musikverkäufe (Land/Region, Auszeichnung, Verkäufe) | Verkäufe |
| --------------- | ---------------------------------------------------------------------- | -------- |
| Brasilien (PMB) | Gold                                                                   | 20.000   |
| Insgesamt       | 1× Gold ·                                                              | 20.000   |

### Fire
| Land/Region     | Auszeichnungen für Musikverkäufe (Land/Region, Auszeichnung, Verkäufe) | Verkäufe |
| --------------- | ---------------------------------------------------------------------- | -------- |
| Brasilien (PMB) | Gold                                                                   | 20.000   |
| Insgesamt       | 1× Gold ·                                                              | 20.000   |

## Auszeichnungen nach Liedern

### Someday
| Land/Region       | Auszeichnungen für Musikverkäufe (Land/Region, Auszeichnung, Verkäufe) | Verkäufe |
| ----------------- | ---------------------------------------------------------------------- | -------- |
| Australien (ARIA) | Gold                                                                   | 35.000   |
| Brasilien (PMB)   | Gold                                                                   | 20.000   |
| Italien (FIMI)    | Gold                                                                   | 50.000   |
| Polen (ZPAV)      | Gold                                                                   | 25.000   |
| Insgesamt         | 4× Gold ·                                                              | 130.000  |

## Auszeichnungen nach Musikstreamings

### Apologize
| Land/Region     | Auszeichnungen für Musikverkäufe (Land/Region, Auszeichnung, Verkäufe) | Verkäufe |
| --------------- | ---------------------------------------------------------------------- | -------- |
| Dänemark (IFPI) | Gold                                                                   | 900.000  |
| Insgesamt       | 1× Gold ·                                                              | 900.000  |

### Good Life
| Land/Region     | Auszeichnungen für Musikverkäufe (Land/Region, Auszeichnung, Verkäufe) | Verkäufe |
| --------------- | ---------------------------------------------------------------------- | -------- |
| Dänemark (IFPI) | Gold                                                                   | 900.000  |
| Insgesamt       | 1× Gold ·                                                              | 900.000  |

### Counting Stars
| Land/Region          | Auszeichnungen für Musikverkäufe (Land/Region, Auszeichnung, Verkäufe) | Verkäufe   |
| -------------------- | ---------------------------------------------------------------------- | ---------- |
| Dänemark (IFPI)      | 3× Platin                                                              | 5.400.000  |
| Japan (RIAJ)         | Gold                                                                   | 50.000.000 |
| Spanien (Promusicae) | 2× Platin                                                              | 16.000.000 |
| Insgesamt            | 1× Gold · 5× Platin ·                                                  | 71.400.000 |

### If I Lose Myself
| Land/Region     | Auszeichnungen für Musikverkäufe (Land/Region, Auszeichnung, Verkäufe) | Verkäufe |
| --------------- | ---------------------------------------------------------------------- | -------- |
| Dänemark (IFPI) | Gold                                                                   | 900.000  |
| Insgesamt       | 1× Gold ·                                                              | 900.000  |

### Love Runs Out
| Land/Region     | Auszeichnungen für Musikverkäufe (Land/Region, Auszeichnung, Verkäufe) | Verkäufe  |
| --------------- | ---------------------------------------------------------------------- | --------- |
| Dänemark (IFPI) | Gold                                                                   | 1.300.000 |
| Insgesamt       | 1× Gold ·                                                              | 1.300.000 |

### I Ain’t Worried
| Land/Region  | Auszeichnungen für Musikverkäufe (Land/Region, Auszeichnung, Verkäufe) | Verkäufe   |
| ------------ | ---------------------------------------------------------------------- | ---------- |
| Japan (RIAJ) | Gold                                                                   | 50.000.000 |
| Insgesamt    | 1× Gold ·                                                              | 50.000.000 |

## Statistik und Quellen
| Land/RegionAuszeichnungen für Musikverkäufe (Land/Region, Auszeichnungen, Verkäufe, Quellen) | Silber     | Gold         | Platin         | Diamant       | Verkäufe   | Quellen                           |
| -------------------------------------------------------------------------------------------- | ---------- | ------------ | -------------- | ------------- | ---------- | --------------------------------- |
| Australien (ARIA)                                                                            | —          | 11× Gold11   | 71× Platin71   | —             | 5.355.000  | aria.com.au                       |
| Belgien (BRMA)                                                                               | —          | 5× Gold5     | 2× Platin2     | —             | 180.000    | ultratop.be                       |
| Brasilien (PMB)                                                                              | —          | 13× Gold13   | 20× Platin20   | 6× Diamant6   | 2.790.000  | pro-musicabr.org.br               |
| Dänemark (IFPI)                                                                              | —          | 9× Gold9     | 16× Platin16   | —             | 1.020.000  | ifpi.dk DK2                       |
| Deutschland (BVMI)                                                                           | —          | 17× Gold17   | 11× Platin11   | Diamant1      | 7.250.000  | musikindustrie.de                 |
| Finnland (IFPI)                                                                              | —          | —            | —              | —             | 5.427      | Einzelnachweise                   |
| Frankreich (SNEP)                                                                            | —          | 4× Gold4     | 2× Platin2     | 2× Diamant2   | 1.508.732  | snepmusique.com                   |
| Griechenland (IFPI)                                                                          | —          | Gold1        | 2× Platin2     | —             | 50.000     | Einzelnachweise                   |
| Irland (IRMA)                                                                                | —          | —            | 2× Platin2     | —             | 30.000     | irishcharts.ie                    |
| Italien (FIMI)                                                                               | —          | 11× Gold11   | 26× Platin26   | —             | 2.220.000  | fimi.it                           |
| Japan (RIAJ)                                                                                 | —          | 2× Gold2     | —              | —             | —          | riaj.or.jp                        |
| Kanada (MC)                                                                                  | —          | 9× Gold9     | 26× Platin26   | Diamant1      | 3.200.000  | musiccanada.com CA2               |
| Mexiko (AMPROFON)                                                                            | —          | Gold1        | 3× Platin3     | —             | 210.000    | amprofon.com.mx                   |
| Neuseeland (RMNZ)                                                                            | —          | 7× Gold7     | 34× Platin34   | —             | 922.500    | aotearoamusiccharts.co.nz NZ2 NZ3 |
| Niederlande (NVPI)                                                                           | —          | —            | 2× Platin2     | —             | 60.000     | nvpi.nl                           |
| Österreich (IFPI)                                                                            | —          | 4× Gold4     | 22× Platin22   | —             | 690.000    | ifpi.at AT2                       |
| Polen (ZPAV)                                                                                 | —          | 7× Gold7     | 11× Platin11   | —             | 560.000    | olis.pl                           |
| Portugal (AFP)                                                                               | —          | 2× Gold2     | 8× Platin8     | —             | 90.000     | Einzelnachweise                   |
| Russland (NFPF)                                                                              | —          | Gold1        | —              | —             | 10.000     | 2m-online.ru                      |
| Schweden (IFPI)                                                                              | —          | 2× Gold2     | 16× Platin16   | —             | 680.000    | sverigetopplistan.se              |
| Schweiz (IFPI)                                                                               | —          | 6× Gold6     | 14× Platin14   | —             | 430.000    | hitparade.ch                      |
| Singapur (RIAS)                                                                              | —          | 2× Gold2     | Platin1        | —             | 20.000     | rias.org.sg                       |
| Spanien (Promusicae)                                                                         | —          | 9× Gold9     | 11× Platin11   | —             | 760.000    | elportaldelmusicas.es ES2         |
| Vereinigte Staaten (RIAA)                                                                    | —          | 3× Gold3     | 21× Platin21   | Diamant1      | 35.922.000 | riaa.com US2                      |
| Vereinigtes Königreich (BPI)                                                                 | 9× Silber9 | 3× Gold3     | 18× Platin18   | —             | 12.860.000 | bpi.co.uk                         |
| Insgesamt                                                                                    | 9× Silber9 | 127× Gold127 | 340× Platin340 | 11× Diamant11 |            |                                   |